# Malkangiri (distrikt)
Malkangiri är ett distrikt i Indien.   Det ligger i delstaten Odisha, i den centrala delen av landet, 1 300 km söder om huvudstaden New Delhi. Antalet invånare är 613 192.
Följande samhällen finns i Malkangiri:
- Malkangiri
- Bālimela
- Chitrakonda